# Crespin (Tarn)
Crespin é uma comuna francesa na região administrativa de Occitânia, no departamento de Tarn. Estende-se por uma área de 14,15 km². Em 2010 a comuna tinha 135 habitantes (densidade: 9,5 hab./km²).